# Semah
Semah er navnet på en rituel dans i alevismen. Navnet kommer af det arabiske udtryk al-samā' , som kan oversættes til "hørelse" eller "at lytte". Relaterede ritualer findes generelt hos sufistiske grupper, men om disse bruges ofte udtrykket semā' , som er en mere original udtalelse af det oprindelige ord.
I alevismen ses semah dog ikke som en dans, men som et uundværligt ritual i de alevitiske cem-ceremonier, da den er en del af alevismens Tolv Tjenester (Oniki Hizmet). Semah-ritualet foretages kun til en bestemt form for musik, kaldt nefes eller deyiş, som er alevitiske hymner. Disse hymner har en særlig og (for alevitterne) genkendelig karakter af både indhold og melodi. Det er heller ikke tilladt at udføre semah uden for en religiøs anledning.
Historisk set stammer semah tilbage fra de musikalske/rytmiske ritualer i den tidlige sufisme. Det vides, at der allerede i 800-tallet i Baghdad eksisterede aktive steder (samā'-khāna), hvor mystiske musikalske hørelser fandt sted. Der er også beviser på, at semah senest siden 1000-tallet har eksisteret som et ritual i alevismen.
I alevismen forbindes semah-ritualet med De Fyrre og derved også med skikkelser som Muhammed og Imam Ali. Selvom alevitter til tider er blevet kritiseret af ortodokse muslimer for denne overbevisning, er det bemærkelsesværdigt, at der bl.a. i sunnitiske traditioner (ahadith) findes adskillige beretninger, som underbygger alevismens doktriner vedrørende semah. Et af de mest slående eksempler er følgende:
| „ | Ali berettede: "Jeg besøgte Profeten sammen med Ja'far (ibn Abi Talib) og Zayd (ibn Haritha). Profeten sagde til Zayd: "Du er min frigivne slave" (anta mawlay), hvorefter Zayd begyndte at hoppe (hajala) rundt om Profeten. Profeten sagde derefter til Ja'far: "Du ligner mig i min skabelse og optræden", hvorefter Ja'far begyndte at hoppe efter Zayd. Profeten sagde derefter: "Du er en del af mig og jeg er en del af dig", hvorefter jeg begyndte at hoppe efter Ja'far." | “ |

Det er også bemærkelsesværdigt, at traditionen skulle være berettet af Ali. Denne beretning skulle angiveligt kunne findes i den anerkendte sunnitiske hadith-samlinger som bl.a. Imam Ahmad's Musnad (1:108).